# Doçaria Conventual
Doçaria Conventual (deutsch: klösterliche Süßwaren) ist der portugiesischsprachige Oberbegriff für eine Reihe Süßwaren in Portugal. Etwa 200 Süßspeisen werden der Doçaria Conventual zugerechnet. Als international bekanntester Vertreter kann das Pastel de Nata gelten.

## Bekannte Vertreter

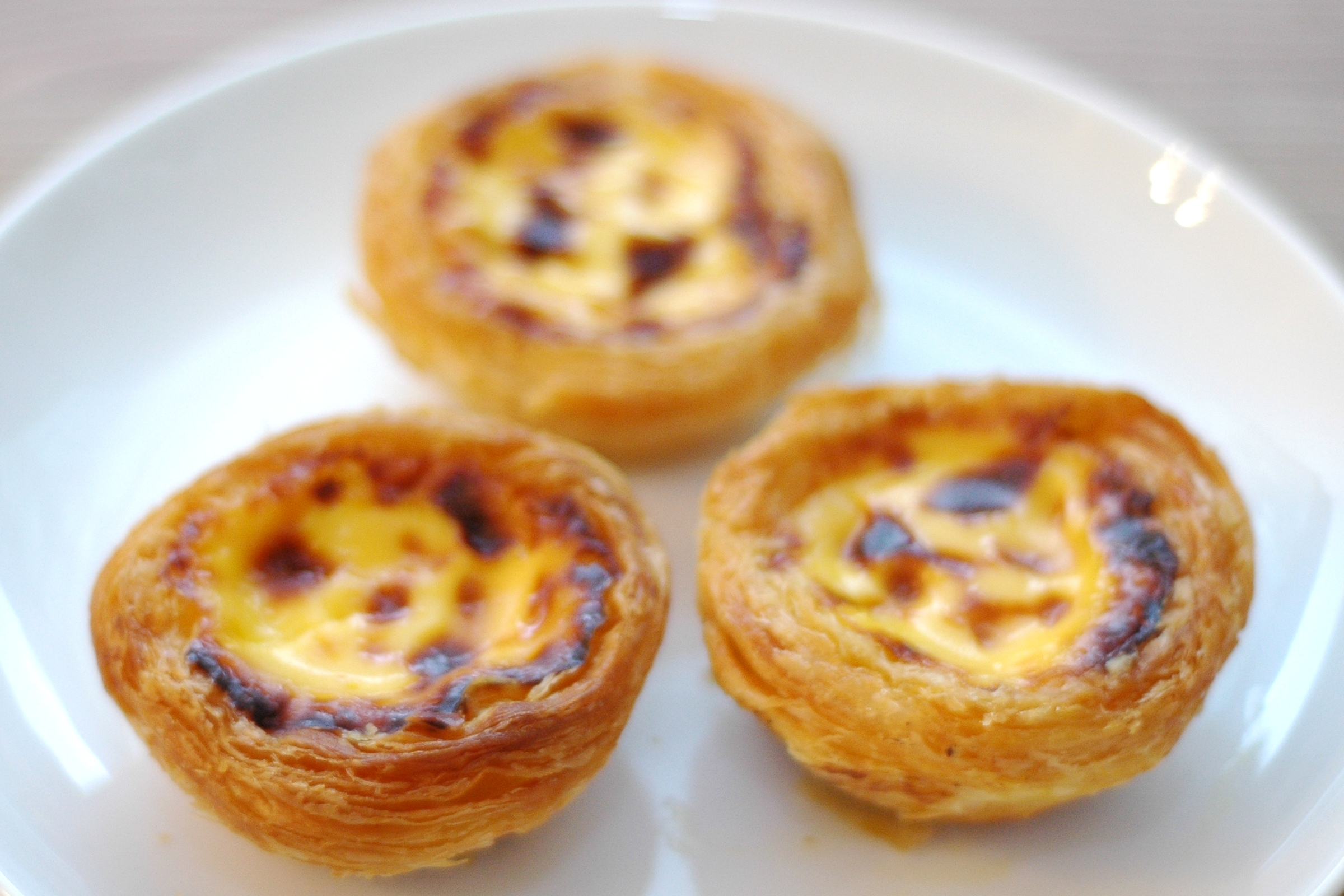
Drei Pasteis de Nata in einem Café in Macau: das Pastel de Nata (auch Pastel de Belém) ist die international bekannteste Doçaria Conventual

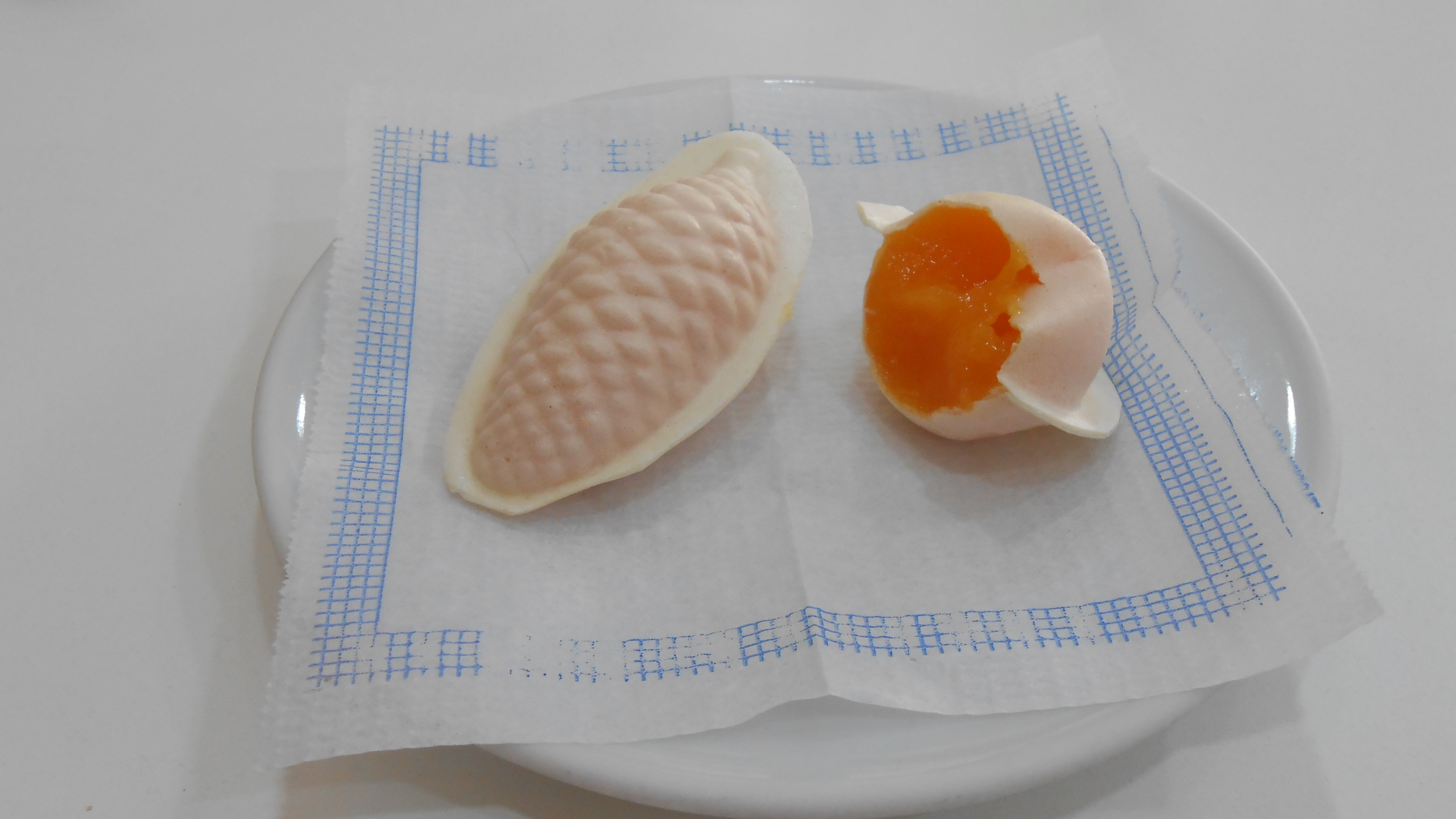
Ovos moles de Aveiro, eine der etwa 200 Vertreter der Doçaria Conventual

In der Bandbreite der Doçaria Conventual finden sich zumeist regionale und zu einem Teil auch entsprechend herkunftsgeschützte Varianten. Zu den bekanntesten gehören u. a. (alphabetisch sortiert):
- Arrufadas de Coimbra (aus Coimbra)
- Barrigas-de-Freira (ursprünglich aus dem Minho)
- Bolos de mel da Madeira (von der Insel Madeira)
- Cavacas de Santa Clara (verschiedener Herkunft, Norden und Zentrum)
- Dom Rodrigo (marzipanähnlich, von der Algarve)
- Fatias de Tomar (aus dem Convento de Cristo in Tomar)
- Fios de ovos (fanden historisch international weite Verbreitung)
- Morgado de amêndoa (von der Algarve)
- Ovos Moles (aus Aveiro)
- Palha de Abrantes (aus Abrantes)
- Pão de ló (verschiedene lokale Varianten)
- Pão de rala (aus dem Alentejo)
- Pastel de Nata (aus dem Lissabonner Stadtteil Belém)
- Pastel de Tentúgal (aus Tentúgal)
- Presunto Doce (aus dem Alentejo)
- Sericaia (aus dem Alentejo)
- Suspiros de Braga (aus Braga)
- Torta de amêndoa (von der Algarve)
- Toucinho do Céu (ursprünglich aus Nordportugal)
- Viúvas (aus dem Convento dos Remédios in Braga)

## Geschichte

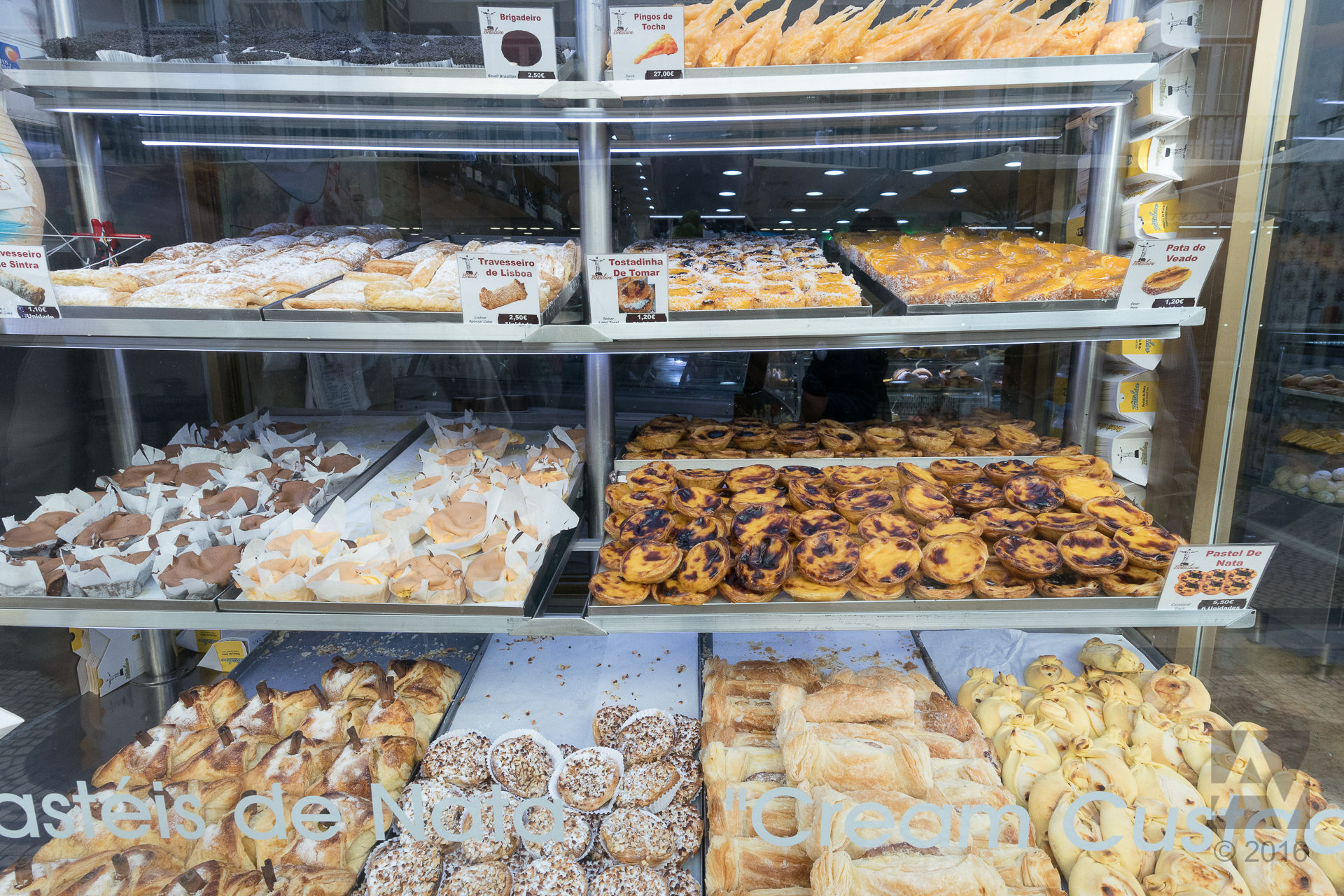
Auslage in einer Pastelaria in Lissabon: das süße Backwerk der Doçaria Conventual gehört heute in Cafés und Bäckereien zum Alltag überall in Portugal

Die meist im Verlauf der mittelalterlichen Reconquista in Portugal gegründeten Klöster erhielten Abgaben aus ihren Ländereien zum überwiegenden Teil in Form von Naturalien. Die zu großen Teilen arme Bevölkerung gab diese häufig in Form von Eiern ab. Insbesondere die Nonnenklöster nutzten das Eiklar zur Stärkung ihrer Kleidung, insbesondere der Hauben und Kragen.
Für das in großen Mengen übrig gebliebene Eigelb fanden sie in Süßspeisen Verwendung, insbesondere nachdem große Mengen Zucker ins Land kamen mit der Entstehung des Portugiesischen Weltreichs ab dem 15. Jahrhundert. Auch das damit einhergehende Aufkommen neuer Zutaten aus hier bisher unbekannten Früchten und Gewürzen prägten die Entwicklung der Doçaria Conventual, insbesondere Mandeln und Zimt sind zu nennen.
Nach der Liberalen Revolution in Portugal ab 1821 und den folgenden Enteignungen der Klöster wurden diese gezwungen, neue Einkommensquellen zur Existenzsicherung zu finden. An wichtigen Überlandstraßen gelegen, wurde die Bewirtung Reisender und insbesondere der Verkauf ihrer Süßspeisen eine wesentliche Einkommensquelle. In der Folge wurde die Doçaria Conventual auch in der Bevölkerung bekannt. Mit Aufkommen der Eisenbahn in Portugal ab 1856 (Eröffnung der Linha do Norte) nahm die Bekanntheit landesweit zu.